# 작은사향과일박쥐
작은사향과일박쥐(Ptenochirus minor)는 큰박쥐과에 속하는 박쥐의 일종이다. 필리핀의 토착종이다.